# Dinwiddie (Wirginia)
Dinwiddie – miasto położone we wschodniej części Stanów Zjednoczonych, w Hrabstwie Dinwiddie (jego siedziba) w stanie Wirginia; jest to obszar niemunicypalny.